# لورينزو أنطونيو
لورينزو أنطونيو (بالإنجليزية: Lorenzo Antonio)‏ هو ملحن ومغني أمريكي، ولد في 3 أكتوبر 1969.

## وصلات خارجية
- الموقع الرسمي
- لورينزو أنطونيو على موقع ميوزك برينز (الإنجليزية)
- لورينزو أنطونيو على موقع ديسكوغز (الإنجليزية)